# Kattunga församling

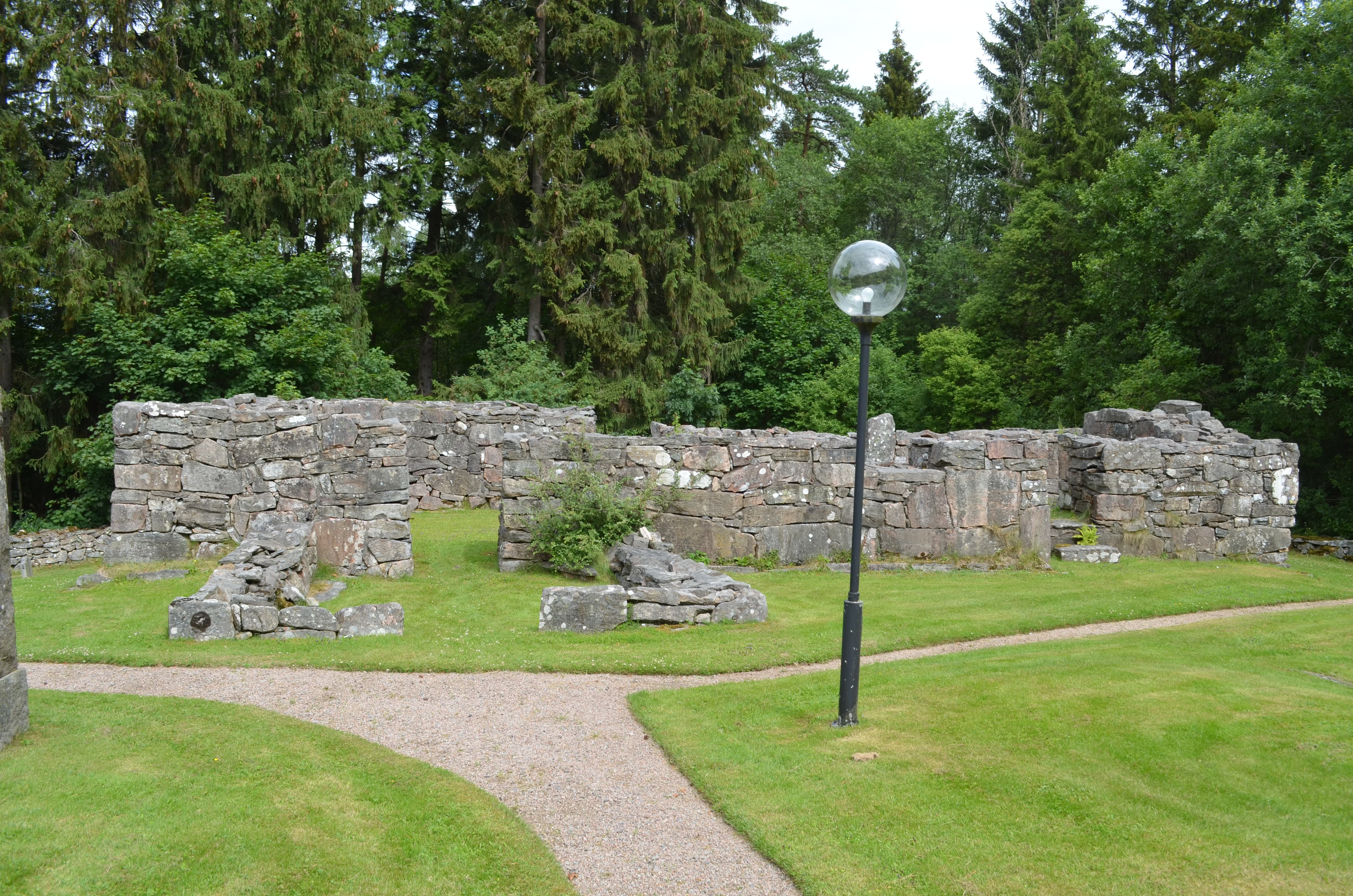
Kattunga kyrkoruin

Kattunga församling var en församling i Göteborgs stift i nuvarande Marks kommun. Församlingen uppgick 1926 i Surteby-Kattunga församling.

## Administrativ historik
Församlingen har medeltida ursprung.
Församlingen var till 1926 annexförsamling i pastoratet Surteby, Fotskäl och Kattunga som från 1693 även omfattade Tostareds församling. Församlingen uppgick 1926 i Surteby-Kattunga församling.

## Kyrkor

### Rivningen av Kattunga kyrka. Kattunga kapell
Före sammanslagningen hade församlingarna haft gemensam kyrka i 100 år eftersom Kattunga kyrka hade övergivits. Gamla Kattunga kyrka (också en så kallad häradskyrka) revs 1826, men arbetet avbröts då en man avled i blodförgiftning efter att skadat sig vid rivningen. Därför finns idag grunderna och en del av väggarna kvar. På en teckning av kyrkan från 1846 fanns dessutom fortfarande taket kvar på byggnaden. 1962 byggdes ett kapell, Kattunga kapell, med klockstapel vid ruinen.

### Inventarierna från Kattunga kyrka
Inventarierna skingrades efter rivningen, men några av dem finns kvar på platsen, bland annat är ett skadat krucifix utan armar idag upphängt i kapellet. I kapellet finns också en dopfunt av Starrkärrstyp från 1100-talet från den gamla kyrkan. En kyrkklocka från 1689, vilken rings för hand, hänger dessutom i klockstapeln. I Surteby kyrka finns ett rökelsekar från gamla Kattunga kyrka och på Göteborgs historiska museum förvaras ett sakramentskåp från kyrkan märkt med året 1574, som sålts dit från gården Lekvad i Berghems socken.